# ギドン・クレーメル
ギドン・マルクソヴィチ・クレーメル（Gidon Markusovich Kremer, 1947年2月27日 - ）は、ラトビア（生誕当時はソビエト社会主義共和国連邦）のリガ出身の、ドイツ国籍を持つヴァイオリニスト、指揮者。ラトビア語名はギドンス・クレーメルス（Gidons Krēmers）。

## 来歴
父母ともに交響楽団のヴァイオリニストで、祖父ゲオルク・ブリュックナーはリガ歌劇場のコンサートマスターだった。
4歳の時から高名なヴァイオリニストでもある父と祖父よりヴァイオリンを習い始める。7歳の時にリガの音楽学校へ入学し、16歳で早くも国内の音楽コンクールで優勝した。のちにモスクワ音楽院へ進学し、当時教壇に立っていたダヴィッド・オイストラフに8年間師事する。この間、1967年、22歳の時にブリュッセルで開かれたエリザベート王妃国際音楽コンクールにて3位に入賞し、1969年のパガニーニ国際コンクールでは優勝、翌1970年のモスクワで開かれたチャイコフスキー国際コンクールでも優勝する。
ソヴィエト連邦内のツアーを行った後、1975年にドイツで初めてのコンサートを開き、西側ヨーロッパでの鮮烈なデビューを飾った翌年、ザルツブルク音楽祭でさらに評判を得る。1977年にはニューヨークへも進出し、アメリカでも名声を博した。
自身が注目を集めるにつれ、若い演奏家の育成・発掘にも尽力するようになる。ドイツに亡命した翌年にあたる1981年には、ロッケンハウス音楽祭を自ら創設し、毎夏オーストリアにて室内楽の音楽フェスティバルを開催する。彼は無名の演奏家やアンサンブルを積極的に出演させつつ、自らも交流も深めることを続けていた。1982年にエルンスト・フォン・ジーメンス音楽賞を受賞。1997年には、バルト三国の若い演奏家20数名を集め、クレメラータ・バルティカを結成し、ヨーロッパのみならずアメリカでもツアーを行う。2001年のユネスコ国際音楽賞を受賞、2002年のグラミー賞の最優秀Small Ensemble Performance賞受賞など、旺盛な活動に高い評価が下されている。
使用楽器は、ストラディバリ、1730年製グァルネリ・デル・ジェス“エクス・ダヴィッド”等を経て、現在は1641年製ニコロ・アマティ。
自伝を含めた3冊の著作は日本語にも翻訳されている（『琴線の触れ合い』『小さなヴァイオリン』『クレーメル青春譜』）。
2016年、第28回高松宮殿下記念世界文化賞（音楽部門）を受賞。
私生活では3度の結婚歴があり、2度目の妻はピアニストのエレーナ・バシュキロワ。彼女はクレーメルと離婚後にダニエル・バレンボイムと再婚した。

## 主な共演者
- ヘルベルト・フォン・カラヤン
- レナード・バーンスタイン
- ロリン・マゼール
- クリストフ・エッシェンバッハ
- マイケル・ナイマン
- ヨーヨー・マ
- クラウディオ・アバド
- ニコラウス・アーノンクール
- マルタ・アルゲリッチ
- ミッシャ・マイスキー
- ユーリ・バシュメット
- ヴァレリー・アファナシエフ
- キム・カシュカシャン
- ハーゲン弦楽四重奏団
- イグデスマン&ジョー

## 著書
- 『ちいさなヴァイオリン―ギドン・クレーメル自伝』ギドン・クレーメル著(山本尚志・馬場広信訳) リブロポート 1995年
- 『ギドン・クレーメル 琴線の触れ合い』ギドン・クレーメル著(カールステン井口俊子訳) 音楽之友社 1998年
- 『クレーメル青春譜』ギドン・クレーメル著(臼井伸二訳) クレーメル青春譜 2008年